# Jim Thorpe
Jacobus Francis Thorpe, detto Jim, in lingua meskwaki: Wa-Tho-Huk,  "Sentiero Luminoso" (Prague, 28 maggio 1887 – Lomita, 28 marzo 1953), è stato un multiplista, giocatore di football americano e giocatore di baseball statunitense, fra i più versatili dello sport moderno.
Vinse due ori olimpici nel pentathlon e nel decathlon, fu una stella del football americano a livello universitario e professionistico, e giocò nella Major League di baseball.
I titoli olimpici gli furono ritirati proprio per aver giocato a baseball e football americano da professionista (fu fondatore e presidente dei Cleveland Tigers), ma gli vennero riconosciuti postumi dal CIO solo il 18 gennaio 1983, data in cui, per volere dell'allora presidente del Comitato Juan Antonio Samaranch, avvenne la restituzione dei suddetti titoli ai figli dell'atleta oramai deceduto quasi 30 anni prima.

## Biografia

### I primi anni
Non si hanno notizie certe sul luogo e la data di nascita di Jim Thorpe, né sul suo nome completo. Di sicuro si sa che nacque in territorio indiano, ma non è stato trovato nessun certificato di nascita. Secondo le ricerche, Thorpe nacque il 28 maggio 1887 (altre fonti riportano 1888) in una riserva indiana vicino alla città di Bellemont in Oklahoma (ma spesso si trova Prague, Oklahoma, come suo luogo di nascita). Come nome esteso viene generalmente indicato James Francis Thorpe, e in effetti sul certificato di battesimo risulta Jacobus Franciscus Thorpe.
I genitori erano di sangue misto. Entrambi nati da donne amerindie, il padre era figlio di un irlandese, mentre la madre era figlia di un francese. Jim Thorpe fu allevato come un nativo americano. Il suo nome era Wa-Tho-Huk, che significa "sentiero lucente". Secondo la tradizione, il nome era legato ad un evento accaduto al momento della nascita: nel suo caso il sole che illuminava il sentiero che portava alla capanna dove era venuto al mondo.
Jim Thorpe frequentò la scuola indiana a Tecumseh, Oklahoma, assieme al fratello gemello. La perdita del gemello, a seguito di una polmonite a soli otto anni di età, sconvolse Jim, che scappò da scuola in diverse occasioni. Il padre lo mandò allora in un'altra scuola indiana in Kansas. Due anni dopo morì anche la madre, e il nuovo lutto gettò Thorpe, che aveva appena 10 anni, in una profonda depressione. Dopo vari litigi con il padre, scappò di casa e finì a lavorare in un allevamento di cavalli. Nel 1904 il ragazzo tornò con il padre e si iscrisse alla scuola indiana di Carlisle in Pennsylvania. Pochi mesi dopo anche il padre morì, e Jim Thorpe abbandonò la scuola ancora una volta. Lavorò in una fattoria per qualche anno, e poi ritornò a Carlisle, dove ebbe inizio la sua carriera sportiva.

### Una stella nascente
Narra la leggenda che tutto cominciò un giorno del 1907 a Carlisle, quando Thorpe si improvvisò saltatore in alto, e, con addosso i calzoni normali, batté tutti gli altri studenti con la misura di 1,85 m. Non si sa se quest'episodio sia vero, ma è certo che i primi risultati ufficiali di Jim Thorpe risalgono proprio al 1907. Thorpe non si limitava alla sola atletica leggera: mentre frequentava la scuola di Carlisle praticò anche il football americano, il baseball, il lacrosse e persino il ballo da sala.
Si propose all'attenzione nazionale per la prima volta nel 1911. Giocava come running back nella squadra di football americano della scuola, e in una partita contro Harvard finita 18-13 Thorpe segnò tutti i punti. L'anno dopo condusse Carlisle ai campionati nazionali dei college, segnando 25 touchdown e 198 punti. Quell'anno Carlisle ottenne una vittoria per 27-6 sulla squadra dell'Accademia Militare degli Stati Uniti: in quella partita Thorpe segnò un touchdown da 92 yarde, che fu però annullato per un fallo di un suo compagno di squadra. Thorpe si rifece nell'azione successiva, segnando un touchdown da 97 yarde. Nel 1911 e nel 1912 fu eletto tra i migliori atleti dell'anno.
Il football americano era, e sempre fu, lo sport preferito di Thorpe. All'atletica leggera si dedicava sporadicamente, ma fu quello lo sport che gli diede la maggior fama.

### Gli anni successivi
Nel 1913 Thorpe si sposò con Iva Miller, che aveva conosciuto a Carlisle. La coppia ebbe quattro figli, e i due divorziarono nel 1924. Probabilmente uno dei principali motivi del divorzio fu il vizio dell'alcol da parte di Thorpe. Thorpe si risposò nel 1926 con Freeda Kirkpatrick, da cui ebbe altri quattro figli.
Terminata la carriera sportiva, per Thorpe fu difficile continuare a mantenere la famiglia. Faceva fatica a trovare un lavoro fuori dal mondo dello sport, e non riusciva a mantenere un impiego a lungo. La grande depressione del 1929 non rese le cose più facili. Thorpe fece i mestieri più disparati: la comparsa nei film western (di solito nella parte del capo indiano), il muratore, il buttafuori e il marinaio. Nel frattempo anche la seconda moglie aveva divorziato da lui, stanca delle sue continue assenze da casa.
Nel 1950 Thorpe era ormai ridotto in miseria. Fu ricoverato in ospedale per un tumore alla bocca, e poté pagare le spese mediche solo grazie alla beneficenza. Nel 1951 uscì un film ispirato alla sua storia, Pelle di rame (dove Thorpe era interpretato da Burt Lancaster), ma Thorpe non ne ricavò nessun guadagno. Aveva infatti già ceduto i diritti cinematografici alla MGM nel 1931, per 1500 dollari.
Nel 1953 Thorpe ebbe un infarto miocardico (il terzo) mentre cenava con la terza moglie, Patricia Askew, nella roulotte in cui viveva a Lomita, in California. Fu rianimato, ma perse conoscenza poco dopo e morì, a 65 anni.

### La sua eredità
Inizialmente la famiglia voleva seppellirlo in Oklahoma ed erigere un monumento in sua memoria, ma il governatore non diede il permesso. La vedova di Thorpe venne a sapere che una piccola città della Pennsylvania, Mauch Chunk, stava cercando una maniera per attirare turisti ed abitanti e sviluppare il commercio e gli affari. Giunsero ad un accordo: la città comprò le spoglie di Thorpe, cambiò nome in Jim Thorpe ed eresse un monumento in sua memoria, dove compare anche la citazione di Gustavo V.
Thorpe fu celebrato anche dalla stampa. Nel 1950 fu eletto il miglior atleta della prima metà del XX secolo da un sondaggio tra i giornalisti sportivi, e in un altro venne indicato come il miglior giocatore di football dello stesso periodo. Quasi cinquant'anni dopo, alla fine del secolo scorso, il ricordo di Thorpe era un po' sbiadito, ma comunque il suo nome comparve in cima a molte classifiche di "atleta del secolo".
Nel 1986 venne creato il Jim Thorpe Award, premio per il miglior defensive back del campionato universitario di football.

## Carriera

### Un eroe olimpico
Il programma dei Giochi olimpici del 1912 prevedeva due nuove prove multiple, il pentathlon e il decathlon. Ai Giochi intermedi del 1906 si era già svolta una competizione ispirata al pentathlon dell'Antica Grecia, ma le cinque prove di Stoccolma sarebbero state salto in lungo, lancio del giavellotto, 200 metri piani, lancio del disco e 1500 metri piani.
Il decathlon invece era un evento completamente nuovo, anche se negli Stati Uniti già dagli anni 1880 si organizzava una competizione su dieci prove nei meeting di atletica leggera, chiamata All around. La gara era stata inserita anche nel programma dei Giochi olimpici di Saint Louis 1904. Le prove del nuovo decathlon olimpico erano però leggermente diverse dalla versione statunitense. Questo non era un problema per il versatile Thorpe, che spesso aveva rappresentato da solo la sua scuola negli incontri di atletica, gareggiando in più discipline.
Vinse agevolmente i trials orientali in tre specialità diverse, e fu convocato nella squadra di pentathlon, assieme al futuro presidente del CIO Avery Brundage. Per la squadra di decathlon invece non furono nemmeno necessarie le selezioni, visti i pochi candidati. Jim Thorpe avrebbe esordito nel decathlon direttamente ai Giochi olimpici.
Alle Olimpiadi Thorpe aveva un programma intenso. Oltre al decathlon e al pentathlon, era iscritto anche nel salto in lungo e nel salto in alto. La prima gara in programma era il pentathlon. Thorpe lo dominò, vincendo quattro prove su cinque, ed arrivando terzo nel lancio del giavellotto, in cui si cimentava solo da pochi mesi. Il punteggio finale di Thorpe fu 4 041,530, 400 punti in più del secondo classificato, il norvegese Ferdinand Bie.
Nello stesso giorno in cui vinse l'oro nel pentathlon, Thorpe si qualificò anche per la finale del salto in alto. In finale arrivò quarto. Nel lungo invece finì settimo. L'ultima gara era il decathlon, dove ci si attendeva una forte competizione con l'idolo locale Hugo Wieslander. Ma non ci fu gara: Thorpe si piazzò nei primi quattro in tutte e dieci le prove, e si lasciò dietro Wieslander con un distacco di 700 punti circa.
Oltre alle gare di atletica leggera, ai Giochi olimpici Thorpe aveva partecipato anche ad una partita dimostrativa di baseball tra due squadre formate dagli atleti della nazionale statunitense. Non era la prima volta che giocava a baseball, come presto avrebbe scoperto tutto il mondo.
Secondo l'uso dell'epoca, le medaglie venivano conferite agli atleti durante la cerimonia di chiusura dei Giochi. Oltre alle due medaglie d'oro, Thorpe ricevette anche due premi, donati rispettivamente dal re Gustavo V di Svezia per il decathlon e dallo zar Nicola II di Russia per il pentathlon. Pare che Gustavo V, consegnandogli il premio, abbia detto a Thorpe: "Signore, Lei è il più grande atleta del mondo". Thorpe, che non aveva mai partecipato ad una cerimonia in vita sua, rispose con semplicità: "Grazie, Re". Al suo rientro in patria, Thorpe fu portato in trionfo e festeggiato con una parata a Broadway. Successivamente commentò in merito: "Sentivo la gente urlare il mio nome, e non riuscivo a capire come una persona potesse avere così tanti amici".

### Dichiarato professionista
Nel 1912 venivano applicate regole severe per definire lo stato di dilettante, necessario per partecipare ai Giochi olimpici. Gli atleti che ricevevano premi in denaro, che facevano gli istruttori o che avevano in precedenza gareggiato contro professionisti non erano considerati dilettanti, e quindi non potevano partecipare ai Giochi olimpici.
Verso la fine di gennaio del 1913, i giornali americani riportarono la notizia che Thorpe aveva giocato a baseball da professionista. Non si sa esattamente quale giornale pubblicò per primo la notizia: l'articolo più vecchio trovato è del Providence Times, ma di solito la prima fonte citata è il Worcester Telegram. In effetti, Thorpe aveva giocato a livello semi-professionistico in Carolina del Nord nel 1909 e nel 1910, ricevendo un piccolo compenso in denaro.
Anche se il pubblico non sembrava interessato al passato di Thorpe, l'Amateur Athletic Union (AAU) prese il caso molto sul serio. Thorpe scrisse loro una lettera in cui ammise di aver giocato a livello semi-professionistico:
...spero verrò scusato almeno in parte dal fatto che ero semplicemente uno studente indiano e non sapevo tutto quello che c'era da sapere. Davvero, non sapevo che stavo facendo una cosa sbagliata, perché sapevo che molti altri studenti avevano fatto lo stesso, solo che loro non avevano usato i loro veri nomi...
La lettera non fu di grande aiuto. L'AAU decise di revocare con effetto retroattivo lo status da dilettante di Thorpe, e chiese al CIO di fare lo stesso. Quello stesso anno il CIO all'unanimità decise di privare Jim Thorpe dei titoli olimpici, delle medaglie e dei premi, e lo dichiarò professionista.
Anche se Thorpe aveva davvero gareggiato per denaro, la sua squalifica non fu conforme alle norme. Il regolamento delle Olimpiadi del 1912 prevedeva che qualsiasi protesta dovesse essere fatta entro 30 giorni dalla cerimonia di chiusura dei Giochi. Le prime notizie sui giornali apparvero solo nel gennaio del 1913, sei mesi dopo la fine dei Giochi di Stoccolma. I funzionari dell'AAU e del CIO apparentemente ignoravano, o decisero di ignorare, questa regola. Da alcune prove risulterebbe che già prima delle Olimpiadi erano sorti dubbi sullo status di dilettante di Thorpe, ma la questione era stata (deliberatamente) ignorata dall'AAU fino al 1913.
L'unico aspetto positivo dell'intera faccenda fu che Thorpe, una volta dichiarato professionista, ricevette immediatamente diverse offerte da squadre della Major League di baseball (MLB) per giocare con loro.

### Baseball e football americano
Firmò per i New York Giants nel 1913, giocando qualche partita da esterno nell'arco di tre stagioni. Saltò l'intera stagione del 1916, e tornò a giocare per i Giants nel 1917. Poco dopo l'inizio del campionato venne ceduto ai Cincinnati Reds, per poi ritornare ai Giants verso la fine della stagione. Nel 1918 giocò qualche partita, sempre nei Giants, e il 21 maggio 1919 fu ceduto ai Boston Braves in cambio di Pat Ragan. La sua carriera nelle Majors non fu particolarmente brillante: le sue statistiche riportano 91 punti segnati, 82 punti battuti a casa e una media battuta di .252 su 289 partite. Continuò a giocare a baseball nelle leghe minori fino al 1922.
Pur giocando a baseball, Thorpe non aveva però abbandonato il football americano, complice anche il fatto che i campionati dei due sport si svolgevano in periodi diversi dell'anno (il football americano in autunno-inverno, il baseball in primavera-estate). Nel 1915 Thorpe firmò per i Canton Bulldogs, che lo pagavano 250 dollari a partita, un compenso altissimo a quei tempi. La squadra era molto forte, e vinse il campionato nel 1916, 1917 e 1919. Nel 1920 i Bulldogs ed altre tre squadre formarono l'American Professional Football Association (APFA), che due anni dopo sarebbe diventata la National Football League (NFL). Thorpe fu nominato presidente della neonata APFA, ma continuò a giocare nei Bulldogs, di cui era anche allenatore.
Thorpe giocò per sei squadre diverse dal 1920 al 1928 ma non riuscì mai a vincere il campionato. Si ritirò dal football professionistico all'età di 41 anni, dopo aver giocato 52 partite nella NFL. Nel 2009 fu classificato al numero 37 tra i migliori cento giocatori di tutti i tempi da NFL.com. Fu inserito anche nella formazione ideale della NFL degli anni 1920.

### Riabilitato
Negli anni vennero fatti diversi tentativi, soprattutto da parte dei figli di Thorpe, per ottenere la restituzione dei titoli olimpici. Venne fatta pressione sull'AAU e sul Comitato Olimpico degli Stati Uniti affinché cambiassero la loro sentenza, in modo da ripristinare lo status di dilettante di Thorpe prima del 1913.
Nel 1982 venne istituita la Fondazione Jim Thorpe, che riuscì ad ottenere il sostegno del Congresso degli Stati Uniti. Grazie all'aiuto politico e con prove del 1912 che mostravano come la squalifica di Thorpe fosse avvenuta dopo il limite dei 30 giorni, ottennero finalmente l'attenzione del CIO.
Nell'ottobre del 1982 il comitato esecutivo del CIO approvò la riabilitazione di Thorpe. Con una decisione insolita, non tolsero i titoli a Bie e Wieslander, che erano stati dichiarati vincitori del pentathlon e del decathlon dopo la squalifica di Thorpe nel 1913. Semplicemente, dichiararono Thorpe co-campione olimpico assieme a Bie e Wieslander, anche se questi due atleti avevano sempre riconosciuto Thorpe come il vero vincitore sul campo. Le medaglie vennero riconsegnate ai figli di Thorpe in una cerimonia commemorativa il 18 gennaio 1983. Non erano le medaglie originali, perché quelle erano finite tempo prima in un museo, da cui erano poi state rubate e mai più ritrovate.
In suo onore, il 30 gennaio 1998 gli Stati Uniti hanno emesso un francobollo commemorativo da 32 cents, dove Thorpe è ricordato come La stella di Stoccolma. Il suo ritratto è sullo sfondo, mentre in primo piano l'atleta è impegnato nel salto in alto. Successivamente nel 2022 il Comitato Olimpico ha ufficialmente riconosciuto Thorpe come unico vincitore delle medaglie d’oro nel decathlon e nel pentathlon ai giochi olimpici del 1912, e ai due atleti giunti dietro di lui fu riassegnata la medaglia d’argento.

## Palmarès
| Anno | Manifestazione  | Sede      | Evento         | Risultato | Prestazione  | Note |
| ---- | --------------- | --------- | -------------- | --------- | ------------ | ---- |
| 1912 | Giochi olimpici | Stoccolma | Salto in alto  | 4º        | 1,87 m       |      |
| 1912 | Giochi olimpici | Stoccolma | Salto in lungo | 7º        | 6,89 m       |      |
| 1912 | Giochi olimpici | Stoccolma | Pentathlon     | Oro       | 4 041,530 p. |      |
| 1912 | Giochi olimpici | Stoccolma | Decathlon      | Oro       | 8 412,955 p. |      |

## Nella cultura di massa
Nel 1951 il regista Michael Curtiz realizzò un film sulla sua vita, intitolato Pelle di rame (Jim Thorpe – All-American), con Burt Lancaster nel ruolo di Jim Thorpe, che fu consulente del film.